# Една Мезон
Една Мезон (англ. Edna Maison) (нар. 17 серпня 1892 — пом. 11 січня 1946) — американська акторка епохи німого кіно. Знялася в 85 стрічках у період з 1912 по 1926 роки.

## Вибрана фільмографія
| Рік  |   | Українська назва    | Оригінальна назва      | Роль           |
| ---- | - | ------------------- | ---------------------- | -------------- |
| 1914 | ф | Венеційський купець | The Merchant of Venice | Джессіка       |
| 1914 | ф | Шпигун              | The Spy                | Кеті           |
| 1914 | ф | Рішельє             | Richelieu              | Маріон Делорм  |
| 1915 | ф | Під півмісяцем      | Under the Crescent     | принцеса Зора  |
| 1916 | ф | Ундина              | Undine                 | леді Бертельда |